# Марк Фурий Фуз
Вижте пояснителната страница за други личности с името Марк Фурий Фуз.
Марк Фурий Фуз (на латински: Marcus Furius Fusus) e политик на Римската република.
През 403 пр.н.е. той е консулски военен трибун заедно с още пет колеги.